# Holger Betz
Holger Betz (* 16. Mai 1978 in Illertissen) ist ein ehemaliger deutscher Fußballtorhüter.

## Laufbahn
Betz wechselte 1993 als Jugendspieler vom Illertisser Stadtteilverein SV Tiefenbach zum SSV Ulm 1846. Dort wurde er nach dem Aufstieg in die 2. Bundesliga 1998 zweiter Torhüter hinter Philipp Laux. Als dieser den Verein nach dem Bundesliga-Abstieg 2000 verließ, blieb Betz Ersatzmann, da der Schweizer Andreas Hilfiker verpflichtet wurde. Betz gab sein Debüt in der 2. Bundesliga am 29. April 2001 (31. Spieltag) in der Partie gegen  LR Ahlen, die 2:0 gewonnen wurde. Insgesamt bestritt er 3 Zweitligapartien.
Auch nach dem Zwangsabstieg der Spatzen in die fünftklassige Verbandsliga Württemberg 2001 blieb er dem Verein treu und konnte 2002 den Aufstieg in die Oberliga Baden-Württemberg feiern. Er war –  abgesehen von kurzen Unterbrechungen – seit 2001 Stammtorhüter des ehemaligen Bundesligisten. 2006 und 2007 konnte er mit dem Verein jeweils das Finale des WFV-Pokals erreichen, unterlag aber beide Male.
Ab 2008 spielte er mit Ulm in der Regionalliga Süd. Nach der Eröffnung eines Insolvenzverfahrens gegen den Verein wurden im Januar 2011 Holger Betz und acht weitere Ulmer Spieler aufgrund von Sparmaßnahmen freigestellt. Im März 2011 wurde er reaktiviert. Der Verein stand indes bereits als Absteiger aus der Regionalliga fest, die restlichen Saisonspiele wurden aber trotzdem als Pflichtfreundschaftsspiele ausgetragen. In den folgenden Jahren erreichte Betz mit dem SSV Ulm noch zweimal den Aufstieg in die Regionalliga Südwest. Am 12. Mai 2018 beendete er seine Karriere.
Wegen eines Versprechers des Stadionsprechers im Ulmer Donaustadion, der ihn als „Harald“ Betz vorstellte, hat er bei einigen Anhängern den Spitznamen „Harry“.

## Statistik
| Liga (SKE)         | Spiele (Tore) |
| ------------------ | ------------- |
| 2. Bundesliga (II) | 03 (0)        |
| Regionalliga (IV)  | 205 (0)       |
| Oberliga (IV/V)    | 293 (0)       |
| Verbandsliga (V)   | 032 (0)       |
| Wettbewerb         |               |
| DFB-Pokal          | 02 (0)        |

| Saison  | Verein  | Liga          | Spiele 1 | Tore |
| ------- | ------- | ------------- | -------- | ---- |
| 1998/99 | SSV Ulm | 2. Bundesliga | 0        | 0    |
| 1999/00 | SSV Ulm | Bundesliga    | 0        | 0    |
| 2000/01 | SSV Ulm | 2. Bundesliga | 3        | 0    |
| 2001/02 | SSV Ulm | Verbandsliga  | 32       | 0    |
| 2002/03 | SSV Ulm | Oberliga      | 34       | 0    |
| 2003/04 | SSV Ulm | Oberliga      | 34       | 0    |
| 2004/05 | SSV Ulm | Oberliga      | 34       | 0    |
| 2005/06 | SSV Ulm | Oberliga      | 34       | 0    |
| 2006/07 | SSV Ulm | Oberliga      | 29       | 0    |
| 2007/08 | SSV Ulm | Oberliga      | 34       | 0    |
| 2008/09 | SSV Ulm | Regionalliga  | 33       | 0    |
| 2009/10 | SSV Ulm | Regionalliga  | 33       | 0    |
| 2010/11 | SSV Ulm | Regionalliga  | 30       | 0    |
| 2011/12 | SSV Ulm | Oberliga      | 32       | 0    |
| 2012/13 | SSV Ulm | Regionalliga  | 30       | 0    |
| 2013/14 | SSV Ulm | Regionalliga  | 20       | 0    |
| 2014/15 | SSV Ulm | Oberliga      | 29       | 0    |
| 2015/16 | SSV Ulm | Oberliga      | 33       | 0    |
| 2016/17 | SSV Ulm | Regionalliga  | 23       | 0    |
| 2017/18 | SSV Ulm | Regionalliga  | 36       | 0    |